# إغدراصيلة

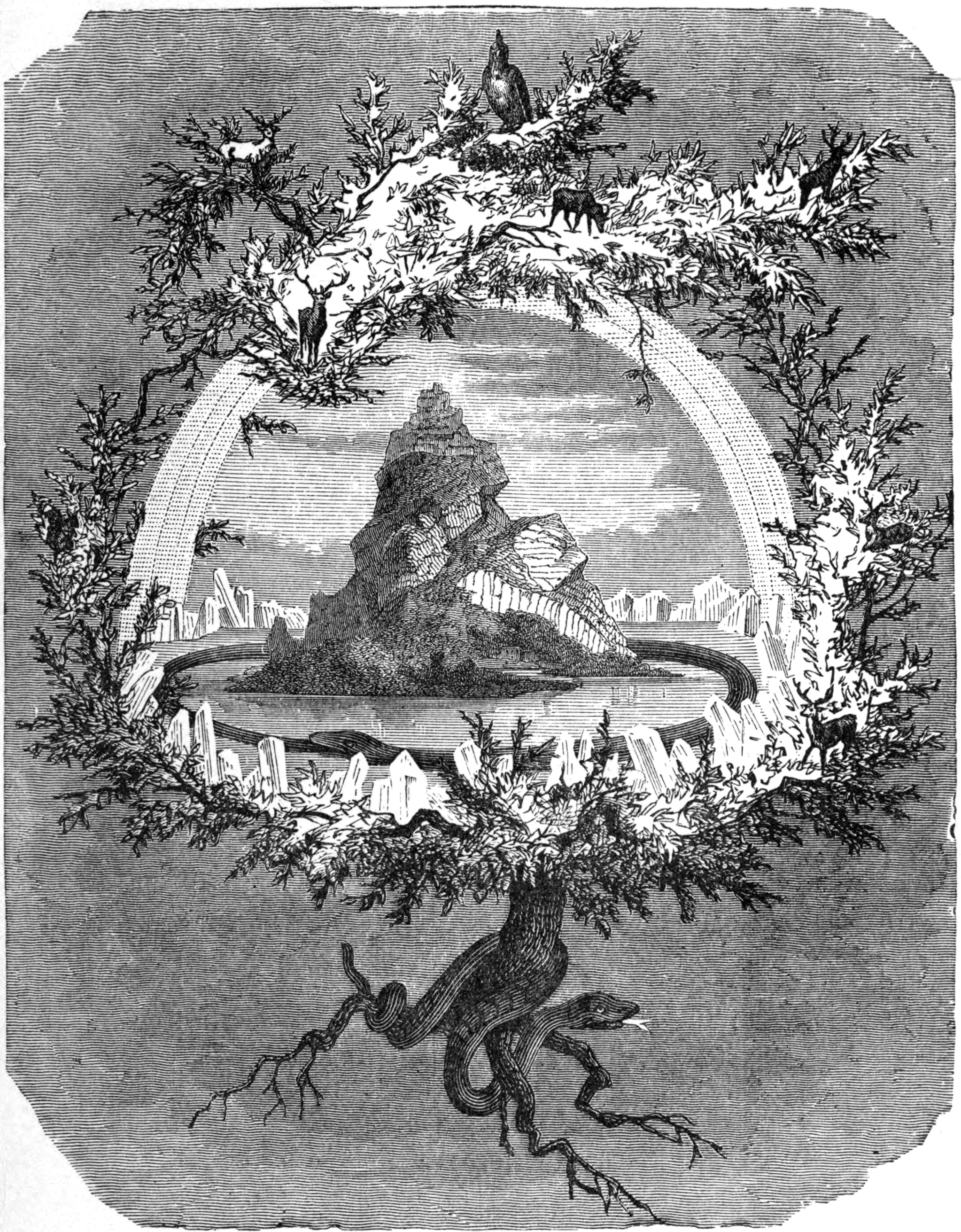
شجرة إغدراصيلة (1886) بريشة فريدريش فيلهليم هاينه

الإغدراصيلة هي شجرة أسطورية عملاقة تربط العوالم التسعة في علم الكونيات.

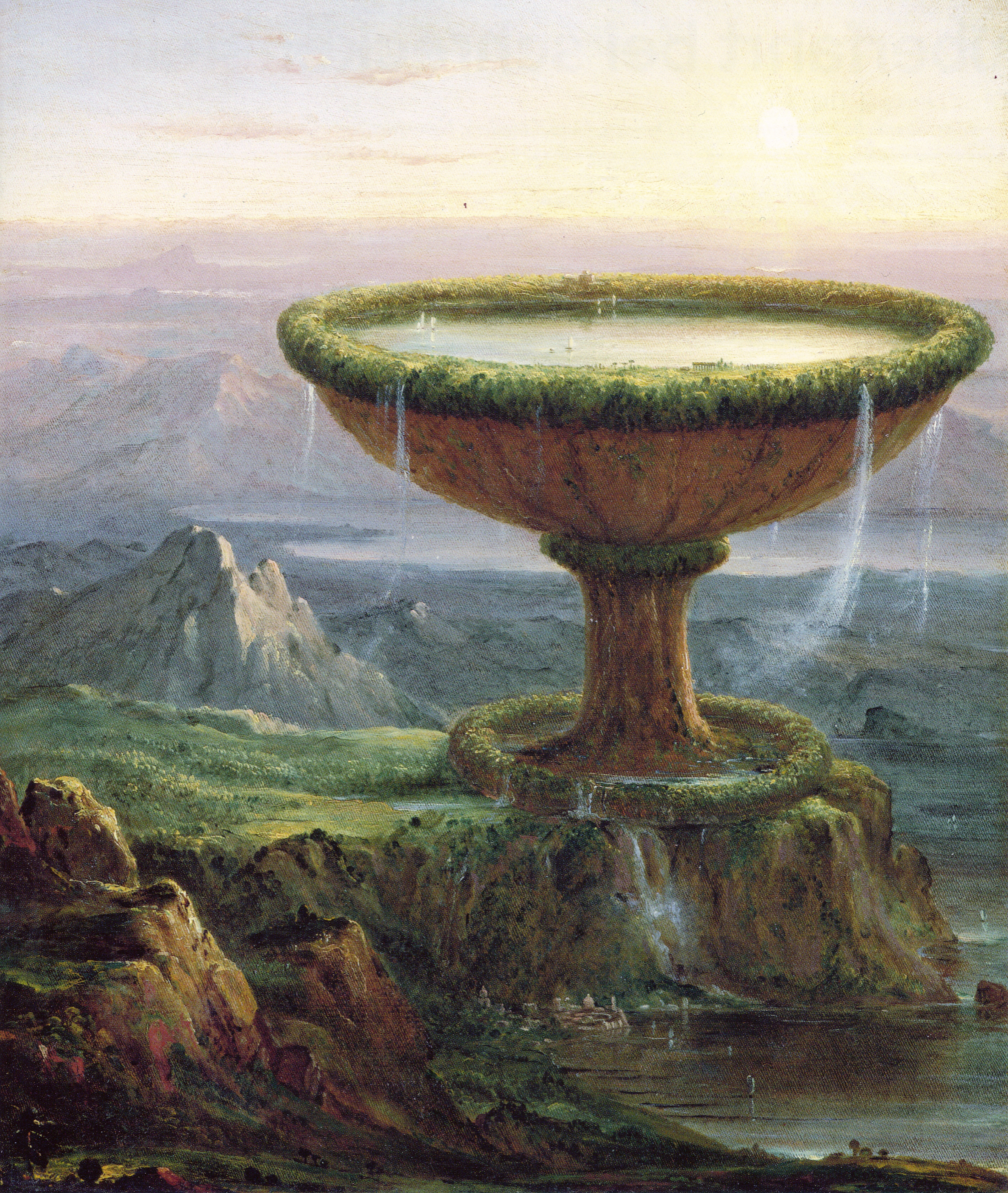
الكَأْسُ الكَبير بريشة توماس كول عام 1833 ، متحف متروبوليتان للفنون، نيويورك.

ذكرت شجرة إغدراصيلة في قصائد شعر إيدا التي جمعت في القرن الثالث عشر من مصادر تراثية قديمة، ونثر إيدا التي كتبت في القرن الثالث عشر بقلم سنوري سترلسون. توصف إغدراصيلة في كلا المصدرين بأنها شجرة دردار هائلة وتشكل مركز الكون وتعتبر مقدسة. تذهب الآلهة إلى إغدراصيلة يوميا لتجتمع في أمورها الخاصة. تمتد فروع إغدراصيلة بعيدا في السماء، وتستند الشجرة على ثلاثة جذور تمتد بعيدا في مواقع أخرى؛ أحدها إلى بئر أورداربرون في السماوات، والآخر إلى ينبوع هفيرغيلمير، والآخر إلى بئر ميميسبرون. تعيش عدة مخلوقات حية داخل إغدراصيلة، بما في ذلك التنين نيدهوغ، ونسر لا يعرف اسمه، والأيائل داين ودفالين ودونير ودوراثرور.
وضعت عدة نظريات علمية متضاربة لتفسير أصل اسم إغدراصيلة، واحتمال ما إذا كانت الشجرة من فصيلة أخرى غير الدردار، وعلاقتها بعديد الأشجار والبساتين المقدسة في الأساطير الوثنية الجرمانية، ومصير إغدراصيلة خلال أحداث راكناروك.

## الاسم

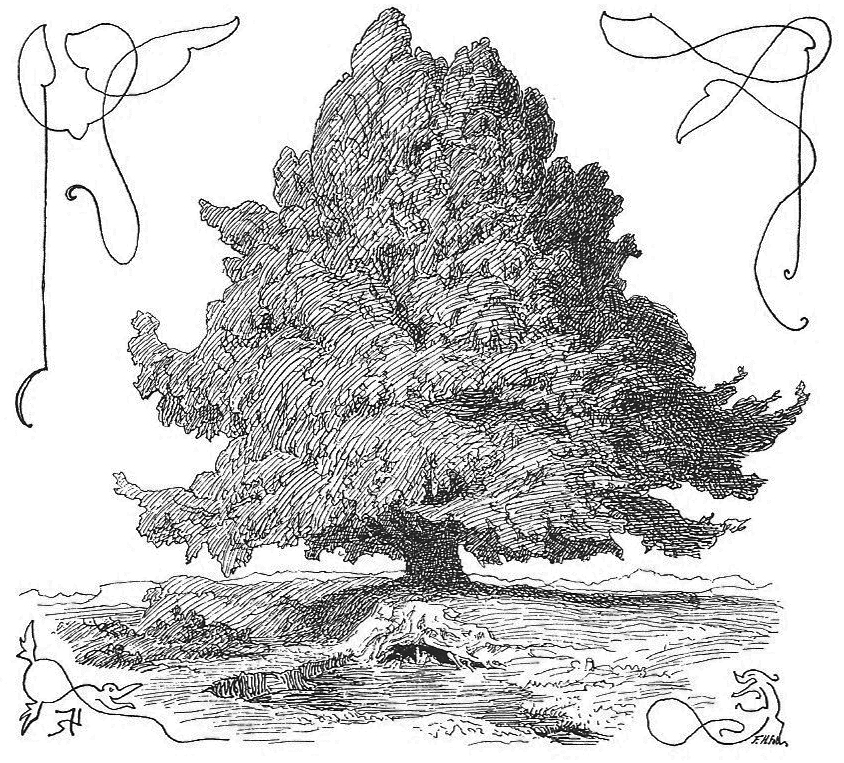
إغدراصيلة (1895) بريشة لورينز فروليخ

النظرية المقبولة عموما لمعنى اسم إغدراصيلة هو أن الاسم أتى من الكلمة النورسية القديمة التي تعني «حصان أودين»، بمعنى «المشنقة». أتى هذا التفسير من كلمة drasill وتعني «الحصان» وكلمة Ygg أو Yggr وهو واحد من أسماء أودين. تصف قصيدة هافامال Hávamál من قصائد إيدا الشعرية كيف ضحى أودين بنفسه شنقا من فرع شجرة، لتكون هذه الشجرة مشنقة أودين. قد تكون هذه الشجرة هي إغدراصيلة. يمكن أن يطلق على المشنقة لقب «حصان المشنوق»، وبالتالي فإن مشنقة أودين قد وضعت في عبارة «حصان أودين»، ثم ما أصبحت اسم الشجرة. 
ومع ذلك، تختلف آراء الباحثين فيما يتعلق بالمعنى المحدد لاسم إغدراصيلة، وبخاصة فيما يتعلق بمسألة ما إذا كان اسم إغدراصيلة هو اسم الشجرة نفسها أو أن الاسم الكامل هو أشر إغدراصيلة askr Yggdrasil (حيث تعني كلمة askr بالنورسية القديمة "شجرة الدردار"). ووفقا لهذا التفسير، فإن أشر إغدراصيلة تعني "شجرة العالم التي يربط عليها "حصان [الحصان أودين] الإله الأعلى [أودين]". وكلا هاتين النظريتين تعتمدان على معنى مفترض وغير مؤكد. 
هناك تفسير ثالث قدمه الباحث فرديناند ديتر، وهو أن اسم إغدراصيلة يشير إلى كلمة Yggr («الرعب»)، وليس إشارة لاسم أودين، وبهذا فإن إغدراصيلة تعني «شجرة الرعب، أو المشنقة». كما اقترح فرانز رولف شرودر نظرية رابعة وهي أن الاسم يعني «عمود الطقسوس»، حيث اشتقت كلمة yggia من igwja (وتعني «شجرة الطقسوس»)، وdrasill من dher (بمعنى «يدعم»). 

## بيلبوغرافيا
- Simek، Rudolf (2007). Dictionary of Northern Mythology. Translated by Angela Hall. D.S. Brewer  [لغات أخرى]‏. ISBN:0-85991-513-1.{{استشهاد بكتاب}}:  صيانة الاستشهاد: ref duplicates default (link) صيانة الاستشهاد: علامات ترقيم زائدة (link)